# Nowopole (rejon wołożyński)
Nowopole – dawny zaścianek. Tereny, na których był położony, leżą obecnie na Białorusi, w obwodzie grodzieńskim, w rejonie wołożyńskim, w sielsowiecie Wiszniew.

## Historia
W czasach zaborów folwark szlachecki w gminie Holszany, w powiecie oszmiańskim, w guberni wileńskiej Imperium Rosyjskiego. W 1866 roku w 1 domu zamieszkiwało 8 osób. W 1905 roku liczył 5 mieszkańców, 17 dziesięcin, własność Łopaty.
W latach 1921–1945 zaścianek leżał w Polsce, w województwie wileńskim, w powiecie oszmiańskim, w gminie Krewo, a następnie w gminie Holszany.
W 1931 w 1 domu zamieszkiwało 6 osób.
Wierni należeli do parafii rzymskokatolickiej i prawosławnej w Bohdanowie. Miejscowość podlegała pod Sąd Grodzki w Holszanach i Okręgowy w Wilnie; właściwy urząd pocztowy mieścił się w Bohdanowie.